# سیبری غربی

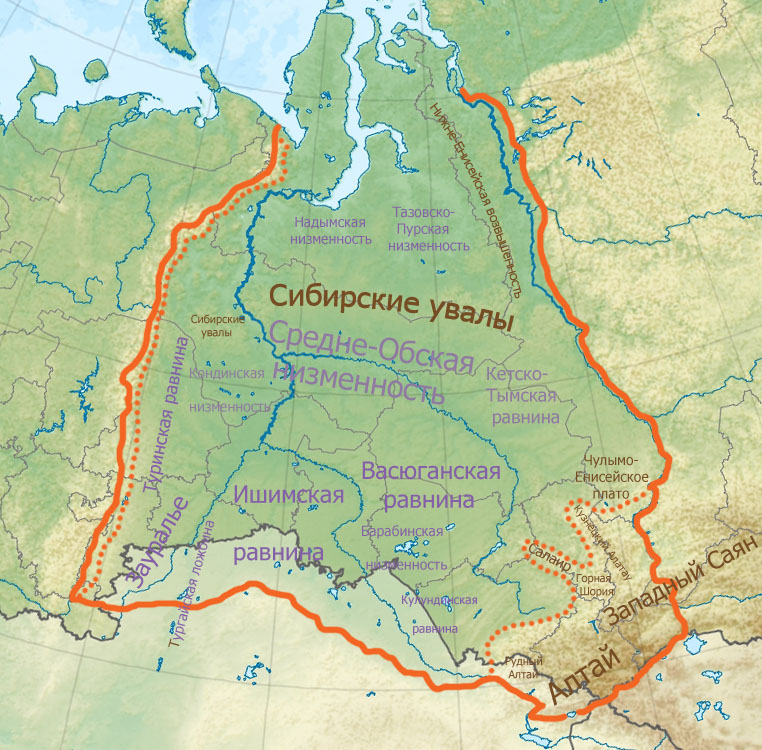
نقشه سیبری غربی

سیبری غربی (به انگلیسی: Western Siberia) (روسی: Западная Сибирь ; قزاقی: Батыс Сібір) بخشی از منطقه بزرگ‌تر از سیبری است که بیشتر در فدراسیون روسیه قرار دارد. بین منطقه اورال و رودخانه ینی‌سئی جای دارد که به‌طور معمول سیبری را به دو نیمه تقسیم می‌کند.
سیبری غربی مساحتی معادل ۲٬۵۰۰٬۰۰۰ کیلومتر مربع (۹۷۰٬۰۰۰ مایل مربع) که نزدیک به ۸۰ درصد آن در دشت سیبری غربی واقع شده‌است. بزرگ‌ترین رودخانه‌های منطقه ایرتیش و اوب هستند.
حوضه نفت سیبری غربی بزرگ‌ترین حوضه هیدروکربنی (نفت و گاز طبیعی) در جهان است که مساحتی حدود ۲٫۲ میلیون کیلومتر مربع را پوشش می‌دهد و همچنین بزرگ‌ترین منطقه تولیدکنندهٔ نفت و گاز در روسیه است.
در قرون وسطی، این منطقه بخشی از گروه ترکان زرین بود. پس از فروپاشی تدریجی آن در طول سدهٔ پانزدهم، خانات سیبیر، با مرکزیت تیومن، در این منطقه شکل گرفت. در پایان سدهٔ شانزدهم، بیشتر سیبری غربی توسط امپراتوری روسیه فتح شد، در حالی که منطقه جنوبی آن بخشی از خانات قزاق شد. مرزهای بین‌المللی کنونی بین روسیه و قزاقستان در پایان سدهٔ بیستم پس از فروپاشی اتحاد جماهیر شوروی به وجود آمد.